# Liste der Bodendenkmäler in Bad Bocklet
Auf dieser Seite sind die Bodendenkmäler in dem unterfränkischen Markt Bad Bocklet zusammengestellt. Diese Tabelle ist eine Teilliste der Liste der Bodendenkmäler in Bayern. Grundlage ist die Bayerische Denkmalliste, die auf Basis des Bayerischen Denkmalschutzgesetzes vom 1. Oktober 1973 erstmals erstellt wurde und seither durch das Bayerische Landesamt für Denkmalpflege geführt wird. Die folgenden Angaben ersetzen nicht die rechtsverbindliche Auskunft der Denkmalschutzbehörde.

## Bodendenkmäler in Bad Bocklet

### Bodendenkmäler im Ortsteil Aschach
| Lage               | Objekt | Akten-Nr.     | Bild |
| ------------------ | --- | ------------- | ---- |
| Aschach (Standort) | Untertägige Teile des im Kern frühneuzeitlichen Schlosses in Aschach sowie Fundamente mittelalterlicher Vorgängerbauten und einer Porzellanmanufaktur der späten Neuzeit.     | D-6-5726-0036 |      |
| Aschach (Standort) | Bestattungsplatz mit Grabhügel vorgeschichtlicher Zeitstellung. | D-6-5726-0058 |      |
| Aschach (Standort) | Untertägige Teile der spätmittelalterlichen bis frühneuzeitlichen Katholischen Pfarrkirche Hl. Dreifaltigkeit in Aschach sowie Körpergräber des Mittelalters und der Neuzeit. | D-6-5726-0069 |      |

### Bodendenkmäler im Ortsteil Bad Bocklet
| Lage                   | Objekt | Akten-Nr.     | Bild |
| ---------------------- | --- | ------------- | ---- |
| Bad Bocklet (Standort) | Untertägige Teile der frühneuzeitlichen Katholischen Pfarrkirche St. Laurentius in Bad Bocklet, vermutlich Fundamente von Vorgängerbauten sowie Körpergräber vermutlich des Mittelalters und der Neuzeit. | D-6-5726-0067 |      |
| Bad Bocklet (Standort) | Bestattungsplatz mit Grabhügeln vorgeschichtlicher Zeitstellung. | D-6-5726-0113 |      |
| Bad Bocklet (Standort) | Bestattungsplatz mit Grabhügel vorgeschichtlicher Zeitstellung. | D-6-5726-0114 |      |
| Bad Bocklet (Standort) | Bestattungsplatz mit Grabhügel vorgeschichtlicher Zeitstellung. | D-6-5726-0115 |      |

### Bodendenkmäler im Ortsteil Großenbrach
| Lage                   | Objekt                                                                          | Akten-Nr.     | Bild |
| ---------------------- | ------------------------------------------------------------------------------- | ------------- | ---- |
| Großenbrach (Standort) | Vor- und frühgeschichtliche oder frühmittelalterliche Ringwallanlage Altenburg. | D-6-5726-0002 |      |
| Großenbrach (Standort) | Siedlung des jüngeren Neolithikums.                                             | D-6-5726-0003 |      |

### Bodendenkmäler im Ortsteil Steinach
| Lage                | Objekt | Akten-Nr.     | Bild |
| ------------------- | --- | ------------- | ---- |
| Steinach (Standort) | Freilandstation des Mesolithikums. | D-6-5726-0046 |      |
| Steinach (Standort) | Untertägige Teile erhaltener Mauerreste sowie Fundamente abgegangener Bauteile der ehemalige mittelalterlichen Burg in Steinach a.d. Saale. | D-6-5726-0075 |      |
| Steinach (Standort) | Untertägige Teile der spätmittelalterlichen bis neuzeitlichen Katholischen Pfarrkirche St. Nikolaus und St. Katharina in Steinach a.d. Saale, Fundamente eines mittelalterlichen Vorgängerbaus sowie Körpergräber des Mittelalters und der Neuzeit. | D-6-5726-0076 |      |